# Cyril Hunter
Cyril Hunter (8 tháng 2 năm 1898 - 1962) là một cầu thủ bóng đá người Anh thi đấu ở vị trí centre half thi đấu ở Football League cho South Shields, Brentford và Lincoln City. Khi là cầu thủ South Shields, ông bị cấm thi đấu 6 tháng (dài nhất trong lịch sử bóng đá Anh) vì lối chơi bạo lực trong trận đấu ở Second Division với kình địch Middlesbrough vào tháng 3 năm 1927. Ông bị đuổi khỏi sân trong trận đấu của đội dự bị Gateshead vào tháng 4 năm 1931 và bị cấm thi đấu đến hết mùa giải 1931-32.

## Thống kê sự nghiệp
| Câu lạc bộ          | Mùa giải            | Giải quốc nội          | Giải quốc nội | Giải quốc nội | Cúp quốc gia | Cúp quốc gia | Tổng    | Tổng      |
| Câu lạc bộ          | Mùa giải            | Hạng đấu               | Số trận       | Bàn thắng     | Số trận      | Bàn thắng    | Số trận | Bàn thắng |
| ------------------- | ------------------- | ---------------------- | ------------- | ------------- | ------------ | ------------ | ------- | --------- |
| Brentford           | 1921-22             | Third Division South   | 21            | 0             | —            | —            | 21      | 0         |
| Brentford           | 1922-23             | Third Division South   | 26            | 0             | 0            | 0            | 26      | 0         |
| Brentford           | 1923-24             | Third Division South   | 31            | 2             | 3            | 0            | 34      | 2         |
| Brentford           | Tổng                | Tổng                   | 78            | 2             | 3            | 0            | 81      | 2         |
| Fall River Marksmen | 1928-29             | American Soccer League | 33            | 2             | —            | —            | 33      | 2         |
| Lincoln City        | 1929-30             | Third Division North   | 14            | 1             | 0            | 0            | 14      | 1         |
| Tổng cộng sự nghiệp | Tổng cộng sự nghiệp | Tổng cộng sự nghiệp    | 125           | 5             | 3            | 0            | 128     | 5         |